# Endeløs nat
|  | Denne artikel omhandler Agatha Christies kriminalroman. For dokumentarfilmen om Miss B. Haven se Endeløse nat. |
Endeløs nat er en roman fra 1967 af Agatha Christie, hvor det ikke er en af de sædvanlige detektiver, der forestår opklaringen. Den foregår i England, og starter med, at fortælleren, Michael Rogers, finder sit drømmehus og sin drømmepige. Tilsyneladende optakten til et banalt kærlighedsdrama, men det viser sig hurtigt, at idyllen er starten på et mareridt for de nygifte. Plottet har mere gyserens end krimiens karakteristika.

## Plot
Titlen refererer til nogle strofer fra William Blakes Auguries of Innocence, som Michaels kone, Ellie, ynder at synge, ledsaget af sit fine guitarspil. Michael har haft en uheldig start på voksenlivet med skiftende jobs, perioder med arbejdsløshed og konflikter med sin mor. Netop som det ser ud til at gå mod bedre tider, starter problemerne, som illustreres af Blakes omkvæd.
- Every Night and Every Morn, Some to Misery are Born
- Every Morn and Every Night, Some are born to Sweet Delight
- Some are born to Endless Night.

Michael skildrer sine oplevelser som en blanding af drømme og mareridt. Lokalbefolkningen mener, at der hviler en forbandelse over det hus, han har købt sammen med Ellie, men er denne forbandelse overnaturlig eller menneskeskabt? Pointen afsløres i Agatha Christies fortælleteknik.

## Anmeldelser
Endeløs nat fik generelt fine anmeldelser, selv om dele af handlingsforløbet kan tolkes som skæbnebestemt og derfor  virke mindre realistisk. Den overraskende slutning kompenserer dog for dette element af overtro.

## Bearbejdning
Endeløs nat blev filmatiseret i 1972 med Hywell Bennet og Hayley Mills i rollerne som Michael og Elle og Per Oscarsson og Britt Ekland i andre ledende roller. Filmen er i præsentationen af plottet yderst tro overfor forlægget, men går langt ud over Christie's egne normer ved at vise en stærkt erotisk scene, som var "fuldstændig uforenelig med Agatha's ideer." 
I tv-serien Agatha Christie's Marple indgår "Endeløs nat" som en af episoderne i sjette sæson med premiere på Argentinas Film&Arts onsdag den 20. november 2013, Australiens ABC søndag den 22. december 2013 og på ITV søndag den 29. december 2013. Bortset fra Miss Marples tilstedeværelse er den meget tæt på bogens plot, selv om der er tilføjet en barndomshændelse og arkitekten til sidst destruerer sit kunstværk efter at have fundet ud af, at Michael har løjet om hændelsen i barndommen. Birgitte Hjort Sørensen har her rollen som Ellies veninde Greta.

## Danske udgaver
- Carit Andersen (De trestjernede kriminalromaner); 1967.
- Bogklubben Spektrum; ny. udgave; 1969.
- Forum Krimi (Agatha Christie, bd. 73); 1974.
- Wøldike; 1984